# Centre pour le développement économique, les transports et l'environnement
Un centre pour le développement économique, les transports et l'environnement (finnois : Elinkeino-, liikenne ja ympäristökeskus, sigle ELY-keskus) est responsable des actions régionales de mise en œuvre et de développement pour le gouvernement de Finlande,.

## Présentation
La Finlande compte au total 15 centres ELY chargés de promouvoir la compétitivité régionale, le bien-être et le développement durable et de lutter contre le changement climatique.
Les centres ELY ont trois domaines de responsabilité :
- Entreprises et industries, main-d'œuvre, compétences et  activités culturelles  (Ministère des Affaires économiques et de l'Emploi)
- Environnement et ressources naturelles (Ministère de l'Environnement)
- Transports et infrastructures (Ministère des Transports et des Communications)

Les centres ELY dirigent et supervisent les activités des bureaux de l'emploi et du développement économique. Tous les centres ELY ne traitent pas les trois domaines de responsabilité.

## Régions et centres ELY
Les régions et les centres ELY sont:

### Centres ELY à trois domaines de responsabilité
| Région              | Carte | Centre                  |
| ------------------- | ----- | ----------------------- |
| Laponie             |       | Rovaniemi Kemi          |
| Ostrobotnie du Nord |       | Oulu Ylivieska          |
| Ostrobotnie du Sud  |       | Seinäjoki Vaasa Kokkola |
| Finlande centrale   |       | Jyväskylä               |
| Pirkanmaa           |       | Tampere                 |
| Finlande-Propre     |       | Turku Pori              |
| Uusimaa             |       | Helsinki                |
| Savonie du Nord     |       | Kuopio                  |
| Finlande du Sud-Est |       | Kouvola Lappeenranta>   |

### Centres ELY à deux domaines de responsabilité
| Région          | Carte | Centre            |
| --------------- | ----- | ----------------- |
| Häme            |       | Lahti Hämeenlinna |
| Kainuu          |       | Kajaani           |
| Carélie du Nord |       | Joensuu           |
| Savonie du Sud  |       | Mikkeli           |

### Centres ELY à un domaine de responsabilité
| Région                              | Carte | Centre        |
| ----------------------------------- | ----- | ------------- |
| Ostrobotnie centrale et Ostrobotnie |       | Vaasa Kokkola |
| Satakunta                           |       | Pori          |